# فرنسيسكو هنريكس
فرنسيسكو هنريكس (بالبرتغالية: Francisco Henriques‏) هو رسام برتغالي، ولد في القرن الخامس عشر في بروج في بلجيكا، وتوفي في 1518 في لشبونة في البرتغال.